# Ricardo Darín

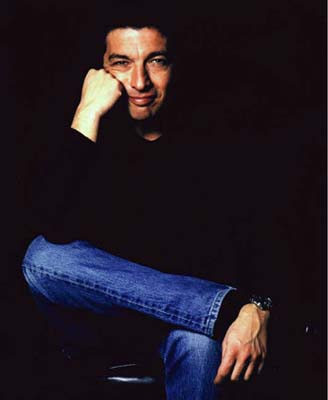
Ricardo Darín, 2007

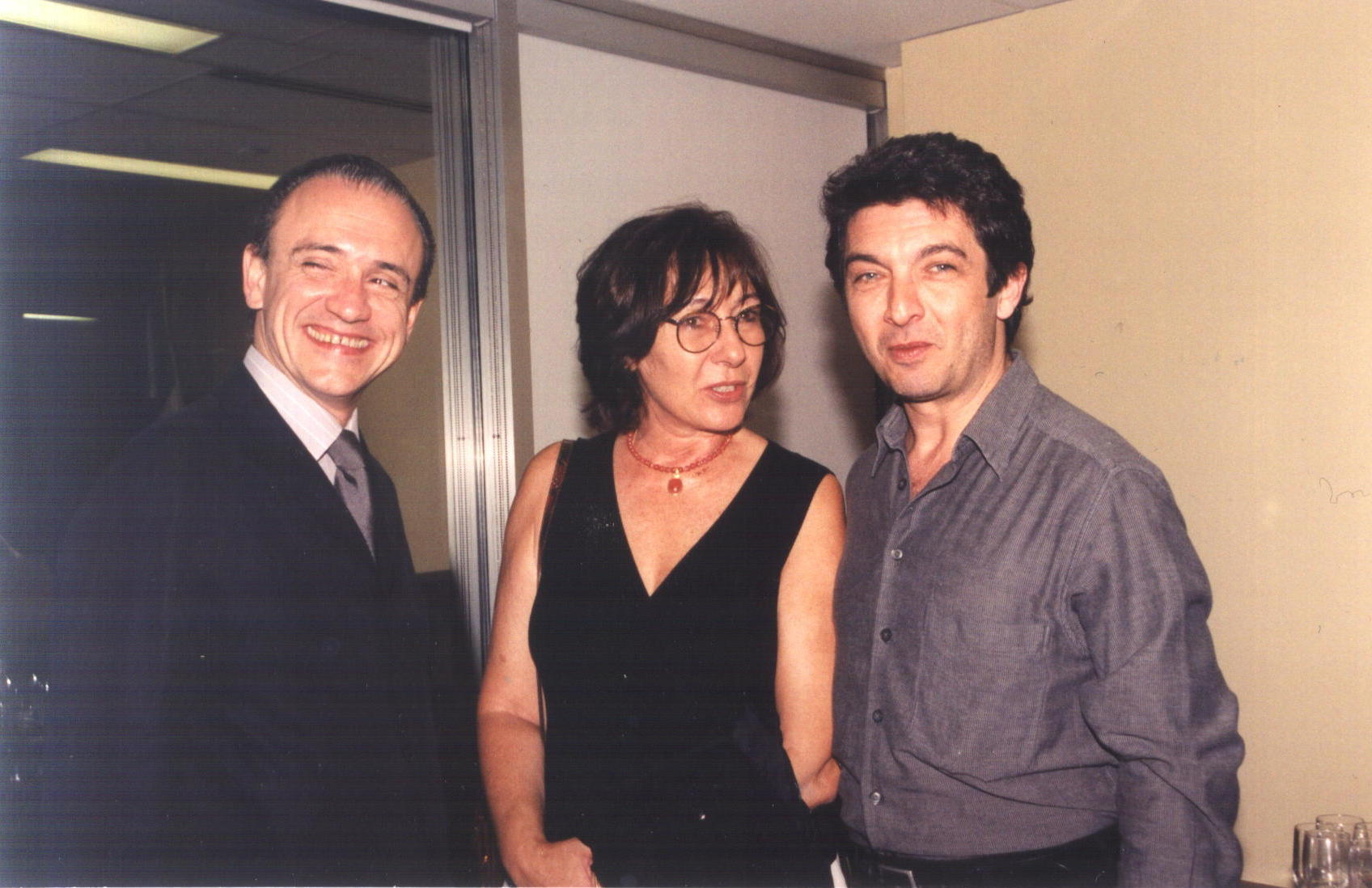
Ricardo Darín auf dem Internationalen Filmfestival in Montreal, zusammen mit Jeanine Meerapfel und José Miguel Onaindia (2001)

Ricardo Darín (* 16. Januar 1957 in Buenos Aires) ist ein argentinischer Schauspieler.

## Biografie
Ricardo Darín zählt zu den wichtigsten und beliebtesten argentinischen Schauspielern. Neben seinen Auftritten in Fernsehserien und im Theater waren es gerade seine Filmrollen, die ihm diesen Status eingebracht haben. Seit 1972 hat er in rund 30 Filmen mitgespielt.
Als sein großer Durchbruch gilt der Film Nueve Reinas (2000), in dem er an der Seite von Gastón Pauls einen Betrüger darstellt. Zusammen planen die beiden einen sehr lukrativen Coup, der mit vielen Risiken behaftet ist, mehrmals zu scheitern droht und schließlich ein unerwartetes Ende nimmt.
Für seine Rolle in Freunde fürs Leben erhielt er 2016 den spanischen Filmpreis Goya als Bester Hauptdarsteller.
2018 wurde er in die Academy of Motion Picture Arts and Sciences aufgenommen, die jährlich die Oscars vergibt.

## Filmografie (Auswahl)
- 1999: El Mismo Amor, la Misma Lluvia
- 2000: Nine Queens (Nueve Reinas)
- 2001: Der Sohn der Braut (El Hijo de la Novia)
- 2002: Kamchatka
- 2004: Luna de Avellaneda
- 2005: El Aura
- 2007: XXY
- 2007: La señal
- 2007: Abrígate
- 2008: Amorosa soledad
- 2009: In ihren Augen (El secreto de sus ojos)
- 2009: El baile de la victoria
- 2010: Carancho
- 2011: Chinese zum Mitnehmen (Un Cuento Chino)
- 2012: Ein Freitag in Barcelona (Una pistola en cada mano)
- 2012: Die verborgene Stadt
- 2013: 7th Floor – Jede Sekunde zählt (Séptimo)
- 2014: Wild Tales – Jeder dreht mal durch! (Relatos salvajes)
- 2015: Freunde fürs Leben (Truman)
- 2017: Das Komplott – Verrat auf höchster Ebene (La cordillera)
- 2017: Nieve negra
- 2018: Offenes Geheimnis (Todos lo saben)
- 2022: Argentinien, 1985 – Nie wieder (Argentina, 1985)
- 2025: Eternauta

## Auszeichnungen (Auswahl)
- Premio Cóndor de Plata:
  - 2000 Bester Schauspieler für El mismo amor, la misma lluvia
  - 2001 Bester Schauspieler für Nine Queens
  - 2002 Bester Schauspieler für Der Sohn der Braut
  - 2006 Bester Schauspieler für El aura
  - 2009 Bester Schauspieler für In ihren Augen
- 2004: Semana Internacional de Cine de Valladolid – Bester Schauspieler für Luna de Avellaneda
- 2016: Goya – Bester Hauptdarsteller für Freunde fürs Leben